# المنفة (المفتاح)

تعديل مصدري - تعديل

المنفة هي إحدى قرى عزلة الجبر الاسفل بمديرية المفتاح التابعة لمحافظة حجة، بلغ تعداد سكانها 295 نسمة حسب تعداد اليمن لعام 2004.